# Martin Barre
Martin Lancelot Barre, född 17 november 1946 i Birmingham i West Midlands, är en brittisk rockmusiker. Han var mellan 1968 och 2012 gitarrist i bandet Jethro Tull och har sedan början av 1990-talet även varit verksam som soloartist.

## Diskografi, solo
- 1992 – A Summer Band
- 1994 – A Trick of Memory
- 1996 – The Meeting
- 2003 – Stage Left
- 2013 – Away with words